# Ludwig Wilhelm von Schlabrendorf
Ludwig Wilhelm von Schlabrendorf (ur. 30 grudnia 1743, zm. 7 stycznia 1803) – właściciel wolnego mniejszego państwa stanowego ziębicko-ząbkowickiego.
Ludwig Wilhelm von Schlabrendorf był synem ministra Ernsta Wilhelma von Schlabrendorfa. Był właścicielem Goszyc koło Kłodzka i Stolca koło Ząbkowic, następnie w 1783 od spadkobierców cesarskiego feldmarszałka, hrabiego Georga Oliviera von Wallisa nabył klucz stroński oraz pałac w Wolanach. W 1795 zakupił od korony pruskiej księstwo ziębickie za 300 000 talarów. Ze sprzedaży wyłączono miasta Ziębice i Ząbkowice Śląskie. W ten sposób powstało wolne mniejsze państwo stanowe ziębicko-ząbkowickie.

## Literatura
- Jerzy Organiściak, Tomasz Dudziak, Marcin Dziedzic, Ząbkowickie opowieści, t. 3, Okolice Ząbkowic Śląskich. Monografia krajoznawcza, Ząbkowice Śląskie 1997.